# 阳维脉
陽維脈，“奇經八脈”之一，“維”有維繫聯絡之意，陽維脈有“維繫”人身陽經的功能。
起於外踝下方金門穴，從胻骨而上，經下肢外側、側腹部、側胸部、肩部、後頰部、止於頭頂。陽維脈聯絡各陽經，與陰維脈有溢蓄氣血的作用。王叔和說：“診得陽維脈浮者，暫起目眩，陽盛實者，苦肩息，灑灑如寒”；“診得陰維脈沉大而實者，苦胸中痛，肋下支滿，心痛”。《難經·二十九難》：“陽維為病苦寒熱”，生病時有惡寒發熱的症狀。